# Herzogtum Meranien

Wappen von Meranien

Das Herzogtum Meranien war ein Herrschaftsgebiet innerhalb des Heiligen Römischen Reiches, das von 1153 bis 1248 existierte. Es bestand aus mehreren nicht zusammenhängenden Gebieten, die von Teilen Tirols bis in den Süden Thüringens reichten. Das Herzogtum war ein Produkt der staufischen Machtpolitik des 12. Jahrhunderts. Die Herzogswürde über das Lehensgebiet Meranien hatten dabei unterschiedliche Adelsgeschlechter erhalten.

## Geschichte

### Vorgeschichte
Um die erreichte Königsherrschaft ihres Geschlechts zu sichern, war es für die später so genannten Staufer existenzsichernd notwendig, die Macht der Welfen innerhalb des Deutschen Königreichs, des Regnum Teutonicorum, zurückzudrängen. Die Entmachtung der Welfen geschah dabei auch durch Verkleinerung alter bei gleichzeitiger Schaffung neuer Reichslehen – teile und herrsche als Prinzip eigener Machterhaltung.
Der erste der staufischen Könige, Konrad III. (1137–1152), hatte den Welfen Heinrich den Stolzen bereits 1139 mit Reichsacht und Bann belegt, wodurch dieser seine Herzogswürde sowohl von Baiern als auch von Sachsen verlor. Als ein durch die Acht rechtlos Gewordener verlor der Welfe zusätzlich andere Reichs-, Kirchen- und klösterliche Lehen und Vogteien, was zugleich eine vielfältige Umschichtung der Adelsherrschaft im Reich nach sich zog – treue Gefolgsleute wurden belohnt und stiegen auf, neue Herren wurden stark und mächtig.
Nach dem Tod König Konrads III. wurde sein Neffe Friedrich von Schwaben 1152 zum rex erhoben. Dieser Friedrich I., genannt Barbarossa, suchte den Ausgleich mit den mit ihm verschwägerten Welfen. Er gab ihnen Teile ihrer verlorenen Lehen und Reichsgüter und damit Macht zurück, auch in Bayern. Doch nur Teile des vorherigen Herzogtums Baiern erhielt Heinrich der Löwe von seinem Vetter Friedrich im Jahr 1154 als Lehen zurück. Die vorher bayerischen Ostmarken wurden als neues Fahnenlehen und Territorial-Herzogtum Ostarrichi an die Familie der Babenberger gegeben (1156, privilegium minus).
Tirol wurde als eine reichsunmittelbare Grafschaft (dominium comitis Tyrolis) ebenfalls dem Bayernherzog entzogen, wobei die ersten Grafen von Tirol in enger Beziehung zum Bistum Freising standen (n. Fr. Prinz). (In der Grafschaft Tirol liegt – lange Zeit als Hauptstadt – Dorf und dann Stadt Meran.)
Mit dieser Neuordnung im Südosten des Reiches wurden auch treue und verdienstvolle Parteigänger des Königs im Kampf gegen das Papsttum belohnt und ihnen zugleich der Aufstieg zum hohen Reichsadel ermöglicht.

### Dachau-Meranien

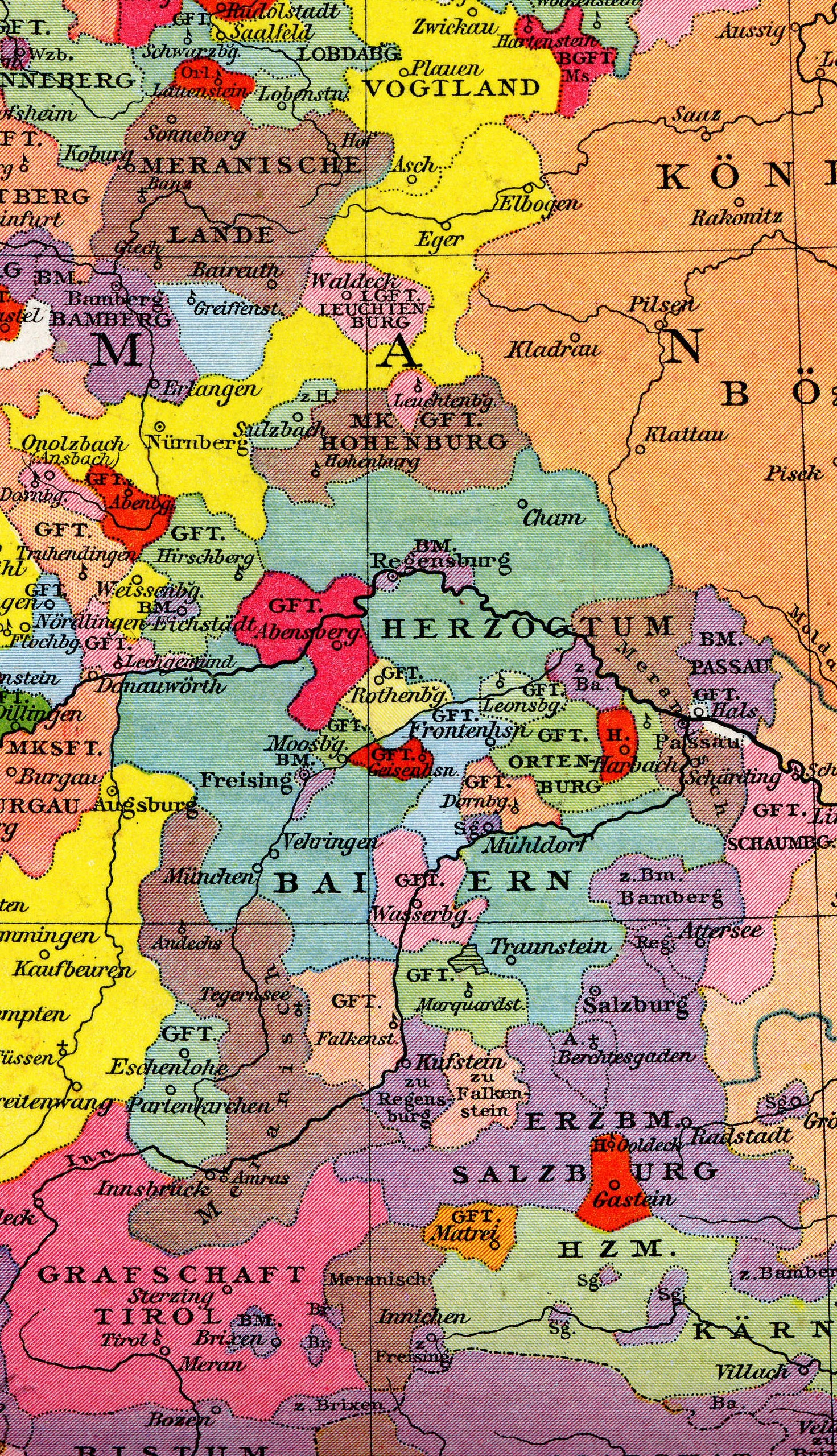
Die Meranischen Gebiete (braun) um Andechs, Innsbruck, im Raum Passau sowie in Franken um Bayreuth, Hof und Sonneberg auf einer Karte des Heiligen Römischen Reichs um 1250.

Die Zerstückelung Bayerns wurde auch zur Geburtsstunde des Herzogtums Meranien. Im Zusammenhang mit der Verkleinerung des bayerischen Ducatus wurde ein Wittelsbacher, Graf Konrad II. von Scheyern-Dachau, um 1153 von Friedrich Barbarossa zum ersten Herzog von Meranien erhoben. Er war somit dem welfischen Löwen in Bayern ebenfalls nicht mehr zum Vasallendienst verpflichtet. Ein innerer Zusammenhang zwischen jenem privilegium minus für Österreich von 1156 und dem Barbarossa-Privileg für Würzburg von 1168 scheint hierbei bereits hervor.
Gleichzeitig mit der Erhebung Konrads II. († 1159) zum Herzog von Meranien wurde er als Dux für Dalmatien und Kroatien genannt. Dieser Wittelsbacher Konrad, aus der Grafschaft Scheyern-Dachau, war  somit der erste dieser Dynastie, der vom Grafen in den höchsten Reichsadelsstand aufstieg.
Der Ducat Meranien aber war nun ebenfalls nicht mehr Baiern und nicht mehr Teil dieses Ducats. Das (Rest-)Herzogtum Baiern, welches der Welfe Heinrich der Löwe im Jahr 1156 (zurück) erhielt, war wesentlich kleiner als jenes, das seinem „stolzen“ Vater Heinrich 1139 entzogen worden war.
Die Herkunft des Namens Meranien aber ist noch immer ein Objekt der Spekulation. Eine terra Marani in Friaul benennt Erwin Herrmann als Namensgeber, doch meist wird dabei ein Badeplatz an der dalmatinischen Adriaküste (Gebiet „am Meer“) favorisiert. Auch die Frage, ob das Herzogtum Meranien bei seiner Gründung lediglich ein ideelles Titularfürstentum oder ein Fahnenlehen repräsentierte, welches mit realen und dinglichen Rechten, Gütern und Lehen ausgestattet war, wird von der Historik unterschiedlich bewertet.
Nun war bereits Konrad I. († nach 1135) als Graf von Scheyern-Dachau ein begüterter und einflussreicher Regionalfürst im Westen Bayerns gewesen. Nachdem die Welfen durch ihre Ächtung auch alle Lehen und Vogteien am Lechrain verloren hatten, zogen dort die Grafen von Dießen und Andechs als auch die Scheyern-Wittelsbacher und ihre „Dachauer“ Linie den größten Nutzen aus dem Niedergang der Welfen. So ist Graf Konrad von Dachau u. a. als Vogt des rechtslechischen Reichsklosters St. Ulrich und Afra in Augsburg sowie von St. Andrä in Freising dokumentiert. Die Einfluss- und damit Machtzone der Wittelsbacher aus Dachau hatte somit den Lech erreicht – der Lechrain insgesamt und die dort liegenden Güter, Lehen und Rechte der Augsburger waren dabei jedoch zum Rivalitätsobjekt zwischen Dießen-Andechs und Scheyern-Dachau wie auch Scheyern-Wittelsbach geworden. Mit seiner Erhebung zum Herzog und damit in den Hohen Adel des Reiches hatte Konrad II. von Dachau-„Meranien“ nun einen Platzvorteil erreicht.
Der erste Herzog von Meranien, Konrad II. von Dachau, war durch Besitz, Vogteirechte und Lehen zwischen Lech und Isar ein durchaus potenter Territorialfürst, dessen neuer Ducat mit realer Macht und Besitz ausgestattet war, zumal wenn man in Betracht zieht, dass sein Vetter Otto von Scheyern bereits Pfalzgraf des Königs für Bayern war. Somit war das Haus Wittelsbach nun insgesamt der (Vor-)Herrschaft des Bayernherzogs entzogen.
Nach dem Tod des ersten Meraniers, 1159, wird sein Sohn Konrad III. Erbe und Nachfolger. Dabei fällt auf, dass er nur noch als Herzog von Meranien genannt wird, Kroatien und Dalmatien sind ihm offensichtlich abhandengekommen. Im Buch der Geschichte wird dieser letzte Herzog von Dachau-Meranien jedoch kaum noch beachtet, seine Tage verbrachte er meist in Dachau, nannte sich selbst nur mehr Herzog von Dachau. Er starb im Jahr 1182 ohne einen männlichen Erben zu hinterlassen. Seinen Familienbesitz erwarb Vetter Otto von Wittelsbach, der im Jahr 1180 zum Herzog des nun sehr geschrumpften Baiern geworden war. Die Grafschaft Dachau zog der neue bayerische Dux Otto ebenfalls ein.

### Istrien-Meranien
Ulrich von Weimar-Orlamünde war 1058–1070 Markgraf von Krain und zugleich amtierender Markgraf von Istrien. Um 1063 entriss er Kroatien einen schmalen Küstenlandstreifen im äußersten Zipfel des Quarnero-Meerbusens. Der Streifen lag zwischen Rijeka/Fiume und Brseč (Kroatien). Da dieser Streifen am Meer lag, hieß dieses Land fortan Meran (nicht Tirol) bzw. Meranien (am Meer gelegen). Die beiden Marken gingen zwar 1077 nominell an den Patriarchen von Aquileia, Ulrichs Nachkommen blieben aber weiterhin Eigentümer der angestammten Territorien, so auch von Istrien und Meranien. Poppo II. (von Weimar-Orlamünde) von Istrien war ein Nachkomme Ulrichs. Poppos Tochter Sophie († 1132) heiratete Graf Berthold II. von Andechs († 1151). Sie brachte den Großteil des Erbes – darin auch Meran oder Meranien – als Mitgift in die Ehe. Damit legte Berthold II. den Grundstock für die Besitzungen seines Hauses in Krain, der Untersteiermark (heutiger Teil der Steiermark in Slowenien) und Kärnten. Sein Enkel, Berthold IV. († 1204), nannte sich Herzog von Dalmatien, Kroatien und Meranien.
Berthold III. († 1188), Sohn von Berthold II. und der Sophie von Istrien (Weimar-Orlamünde), war in erster Ehe verheiratet mit Hedwig, sehr wahrscheinlich einer Wittelsbacherin.

### Andechs-Meranien
Nach dem endgültigen Sturz des Welfen Heinrich des Löwen im Jahr 1180 wurden die Machtverhältnisse auch in Bayern neu geregelt – es wurden treue Gefolgsleute belohnt. Die steirische Mark an der Mur wurde von Bayern abgetrennt und als ein neues Herzogtum Steiermark an die dortigen Traungauer Markgrafen vergeben. Das restliche Bayern erhielt der bisherige Pfalzgraf Otto von Wittelsbach als neuer Herzog verliehen. Und auch Meranien erhielt einen neuen Herrn. Graf Berthold IV. von Andechs, dessen Vater 1173 Markgraf von Istrien geworden war, wurde von Kaiser Friedrich I. zum neuen Herzog von Meranien erhoben.
Bertholds Familie, die Grafen von Dießen und Andechs, stammte ursprünglich von Dießen am gegenüberliegenden Ufer des Ammersees. Doch schon sein Großvater, Graf Berthold II., war von dort nach Andechs umgezogen, hatte hoch auf dem Berg über dem Seeufer eine neue Burg erbaut und die Tochter Sophia des Markgrafen Poppo II. von Istrien geheiratet. Damals war jene Verbindung zwischen Andechs und einem vermuteten Meranien am istrischen Ufer der Adria entstanden. Diese Sophia aber hatte den Grafen von Andechs lediglich den geblütsrechtlichen Anspruch auf das Markgrafenamt für Istrien eingebracht, kein meranisches Namensgut.
Um 1173 war ihr gräflich-andechsischer Sohn Berthold III. zum Nachfolger des verstorbenen Markgrafen von Istrien, Engelbert III. von Spanheim, aufgestiegen. Als solcher nahm er sich die bereits erwähnte Hedwig aus dem Hause Wittelsbach/Dachau und Meranien, die Tochter des ersten Herzogs Konrad I. von Meranien, zur Gemahlin. Aus der Ehe entspross ein vierter Berthold, bereits von Geburt ein Graf von Andechs sowie Markgraf von Istrien, durch seine Mutter Hedwig zugleich ein präsumtiver von Meranien, mit geblütsrechtlichem Anspruch auf dieses noch junge Herzogtum. Dieser Anspruch wurde 1180 nach dem endgültigen Sturz des welfisch-bayerischen Löwen von Kaiser Barbarossa eingelöst. Offenbar noch zur Lebenszeit des „Dachauer“ Meraniers Konrad II. vergab der Rotbart „Meranien“ samt Kroatien und Dalmatien dem vierten Berthold aus dem Haus Andechs.
Als treue Gefolgsleute des Kaisers blieben die einstigen Grafen von Dießen und Andechs nun als Herzöge von Andechs-Meranien fest verankert. Als Reichsfürstengeschlecht besaßen sie bald Güter und Lehen in Burgund, Franken, Niederbayern, Istrien und Slowenien sowie ihre Stammgrafschaft Andechs mit dem umliegenden Herzogtum Meranien. Eine durchgehende Landbrücke von eigenen Besitzungen erstreckte sich vom Lechrain und Mering über Innsbruck (Burg Ambras) bis nach Meran an der Etsch und nach Meransen im Pustertal. Das Herzogtum Meranien war ein Territorialstaat geworden, der den westlichen Teil des alten Herzogtums Baiern zwischen Augsburg und Bozen zu einem eigenen Feudalfürstentum und eigener Landesherrschaft werden ließ.
Im Herzogswappen der Meranier lässt sich deutlich die Basis ihres Aufstiegs zum hohen Reichsadel ablesen. Jener vierte Berthold, der als Erster der Andechser zum Herzog von Meranien befördert wurde, hatte jenen Reichsadler im Wappen, der auch die kaiserliche Fahne des Barbarossa bei der symbolischen Übergabe eines fürstlichen Lehens (sog. Fahnenlehen) zierte. Der schreitende Löwe der Welfen, deren Güter und Rechte am Lechrain und anderswo die Meranier nach dem Sturz Heinrichs des Löwen übernommen hatten, war ein zweites Wappentier der Meranier. Der Adler des Rotbart und der welfische Löwe bildeten gleichermaßen das Fundament meranischer Herzogsgewalt der Andechser – so wie es ihr Wappen zeigt.
Die Töchter dieses Fürstenhauses wurden zu begehrten Heiratskandidatinnen des europäischen Hochadels jener Epoche.

### Ende des Herzogtums
1208 wurde in der Residenz des andechs-meranischen Bischofs Ekbert in Bamberg König Philipp von Schwaben von Otto VIII. von Wittelsbach erstochen. Er und sein Bruder Heinrich, Markgraf von Istrien, gerieten in den Verdacht, Mitwisser des Anschlags zu sein. Philipp war der letzte noch lebende Sohn des bereits damals zum politischen Mythos gewordenen Kaisers Friedrich Barbarossa. Nach der Ermordung des Staufers wurde der welfische Gegenkönig und Sohn des Löwen, Otto von Braunschweig Deutscher König. Obwohl die historischen Fakten eindeutig belegen, dass kein Andechs-Meranier an diesem Königsmord beteiligt war, verloren die beiden Angehörigen der noch jungen herzoglichen Sippe im Zusammenhang mit dem Vorwurf der Mittäterschaft und Mitschuld ihre Besitztümer und Titel. Die Besitzungen des Markgrafen von Istrien fielen an den Herzog von Bayern, Ludwig den Kelheimer aus dem Hause Wittelsbach. Er hatte sich rechtzeitig mit König Philipps Rivalen und einstigem Gegenkönig, dem Welfen Otto IV., arrangiert und wurde nun Nutznießer des Bamberger Königsmordes. Der Herzog Otto VII. von Andechs-Meranien, auch Pfalzgraf von Burgund und Bruder des Markgrafen Heinrich, blieb von diesen Vorwürfen unbehelligt. Er war in den folgenden Jahrzehnten ein geachteter Anhänger des Kaisers, der bei den Verhandlungen zwischen Kaiser und Papst eine führende Rolle spielte, gegen den Kelheimer den Kampf um das Andechser Erbe aufnahm und 1228 auch teilweise erfolgreich abschließen konnte. Sein Sohn Otto VIII. kämpfte ab 1234 noch um die restlichen Güter, die dem Wittelsbacher Herzog 1228 verblieben waren, und als die Wittelsbacher sich mit dem Kaiser arrangierten, wechselte er auf die päpstliche Seite. Dieser Schritt führte 1247 dazu, dass er vom Kaiser geächtet wurde. Er starb schließlich rechtlos und verfemt im Jahr 1248. Mit ihm erlosch das „Reichsadelsgeschlecht“ der Meranier. Das Reichsfürstentum Meranien gab es nicht mehr. Die Güter der Meranier erbten entweder die Töchter bzw. Schwiegersöhne des letzten Herzogs oder sie wurden zu einem Teil des inzwischen wittelsbachischen Herzogtums Bayern. Die Klostervogteien der Andechs-Meranier im Land fielen ebenfalls an Wittelsbach und ließen deren Herzogtum zur bayerischen Landesherrschaft werden.
Der Herzogstitel von Meranien wurde danach nicht mehr verliehen. Es hatte insgesamt nur neun Jahrzehnte, von 1153 bis 1248, existiert.
In den mittelalterlichen Sagen von Hugdietrich und Wolfdietrich wirkt auch ein Berchtung von Meran heldenhaft mit. In der Legende verwob sich die Erinnerung an Meranien untrennbar mit jener der Grafen von Dießen und Andechs und wurde Teil der Heiligenverehrung des seligen Rasso von Grafrath, der heiligen Hedwig von Schlesien sowie der heiligen Elisabeth von Thüringen. Es ist wohl diesen Heiligenviten zu verdanken, dass die Erinnerung an Meranien überhaupt erhalten blieb.
Eine andere Erinnerung an Meranien ist der Name der Grafen von Meran. Das ist jene Adelsfamilie des Hauses Habsburg, deren Stammeltern Erzherzog Johann von Österreich und seine Gemahlin Anna Plochl sind.

## Herzöge von Meranien
- Konrad II. (Scheyern-Dachau) um 1153 bis 1159
- Konrad III. (Scheyern-Dachau) wohl 1159 bis 1182
- Berthold IV. von Andechs 1180/82 bis 1204
- Otto VII. von Andechs 1204 bis 1234
- Otto VIII. von Andechs 1234 bis 1248

## Adelsgeschlechter
Folgende Adelsgeschlechter wurden mit dem Herzogtum Meranien im Laufe der Zeit belehnt:
- Wittelsbacher
- Andechser